# رولاند گراهامر
رولاند گراهامر (آلمانی: Roland Grahammer؛ زادهٔ ۳ نوامبر ۱۹۶۳) بازیکن فوتبال اهل آلمان است.
از باشگاه‌هایی که در آن بازی کرده‌است می‌توان به باشگاه فوتبال بایرن مونیخ، باشگاه فوتبال آگسبورگ، و باشگاه فوتبال نورنبرگ اشاره کرد.
وی همچنین در تیم‌های ملی فوتبال جوانان آلمان، زیر ۲۱ سال آلمان، و زیر ۲۳ سال آلمان بازی کرده‌است.
وی در مسابقات کشوری و بین‌المللی در مجموع برندهٔ ۱ مدال برنز شده‌است.